# Kosarzyn (Józefowice)
Kosarzyn – część wsi Józefowice w Polsce położona w województwie wielkopolskim, w powiecie chodzieskim, w gminie Szamocin. Miejscowość wchodzi w skład sołectwa Józefowice.
Nazwa miejscowości została zmieniona 1.01.2022 r. z Kozarzyn, na Kosarzyn.
W latach 1975–1998 miejscowość administracyjnie należała do województwa pilskiego.